# 扎沃德 (切爾尼戈夫區)
51°24′34″N 30°42′32″E / 51.40944°N 30.70889°E
扎沃德（烏克蘭語：Завод），是烏克蘭北部切爾尼希夫州切爾尼希夫區米哈伊洛-科秋宾斯凯市镇的村落。始建於1781年，面積0.1平方公里，海拔高度116米，2001年人口31。